# هيثم الطيب
هيثم الطيب هو شاعرٌ عراقي من (مواليد 31 مارس 1966 ) في بغداد.

## حياته
أصدر مجموعته الشعرية الأولى عام 1998م بعنوان "منذ وقت أثيم، وأصدر مجموعته الثانية وهي تتضمن نصوصا في الشعر كما يراه عام 2000 بعنوان "من الصعب جدا". أصدر روايته الأولى عام 2002م بعنوان "الخطر والرغبات" عن دار الشؤون الثقافية، كما صدرت له مجموعة شعرية عن الشعر الحديث التي ضمت قصائد قصيرة أسماها بقصائد اللحظة بعنوان "أقرب مما ينبغي" عن دار الثقافة والنشر الكردية عام 2016م. صدرت له مجموعة قصصية بعنوان "أحيانا وبلا معنى" عن دار الشؤون الثقافية عام 2017م. لديه الآن روايتان قيد الطبع أيضا.
اشتغل على مشروع نقدي عربي وأسس له بعنوان «متعة القراءة» وقد نشر فصولا منه في جريدة العرب اللندنية والصحف العراقية تناولت تجارب العديد من الأدباء العراقيين كما اشارت له بعض الموسوعات النقدية العربية. عمل اعلاميا في العديد من المؤسسات الاعلامية العراقية. له العديد من الدراسات غير المنشورة.

## عضوية
- عضو اتحاد الأدباء والكتاب في العراق
- عضو اتحاد الأدباء والكتاب العرب
- عضو نقابة الصحفيين العراقيين
- عضو اتحاد الصحفيين العرب
- عضو الفيدرالية الدولية للصحفيين